# Parc éolien de Shepherds Flat
Le parc éolien de Shepherds Flat est un parc éolien situé dans l'État américain de l'Oregon. 